# أمفلورا
أمفلورا (بالإنجليزية: Amflora)(المعروف أيضًا باسم EH92-527-1) هو صنف بطاطس معدل وراثيًا تم تطويره بواسطة باسف لعلم النبات. تنتج نباتات البطاطس «الأمفلورا» نشا الأميلوبكتين النقي الذي يتم معالجته ليصبح نشا شمعيًا للبطاطس. تمت الموافقة على التطبيقات الصناعية في الاتحاد الأوروبي في 2 مارس 2010 من قبل المفوضية الأوروبية. في يناير 2012، تم سحب البطاطس من الأسواق في الاتحاد الأوروبي.

## مادة الاحياء
تنتج أصناف البطاطس الشمعية نوعين رئيسيين من نشا البطاطس، الأميلوز والأميلوبكتين، والأخير أكثر فائدة من الناحية الصناعية. تم تعديل بطاطس أمفلورا لتحتوي على الحمض النووي الريبي المضاد للترميز ضد الإنزيم الذي يقود تخليق الأميلوز، أي سينسيز النشا المرتبط بالحبيبات. تنتج هذه البطاطس الناتجة بشكل حصري تقريبًا الأميلوبكتين، وبالتالي فهي أكثر فائدة لصناعة النشا.

## تطبيقات صناعية
يحتوي نشا البطاطس العادي على نوعين من الجزيئات المكونة: الأميلوبكتين (80 في المائة)، وهو أكثر فائدة كبوليمر للصناعة ، والأميلوز ( 20 في المائة) الذي غالبًا ما يسبب مشاكل مثل ارتداد النشا، لذلك يجب تعديله بالتفاعلات الكيميائية التي يمكن أن تكون مكلفة.
بعد عقدين من الجهود البحثية،  نجح علماء التكنولوجيا الحيوية في BASF باستخدام الهندسة الوراثية في إنتاج بطاطس تسمى «أمفلورا»، حيث تم إيقاف الجين المسؤول عن تخليق الأميلوز، وبالتالي فإن البطاطس غير قادرة على تخليق ما هو غير مرغوب فيه. أميلوز.
ستتم معالجة بطاطس أمفلورا وبيعها كنشا للصناعات التي تفضل نشا البطاطس الشمعي باستخدام الأميلوبكتين فقط. أمفلورا مخصص فقط للتطبيقات الصناعية مثل صناعة الورق والتطبيقات التقنية الأخرى. تنتج أوروبا أكثر من مليوني طن متري من نشا البطاطس الطبيعي سنويًا، وتأمل باسف مع منتجها أمفلورا الدخول في هذا السوق الكبير.

### استخدامات أخرى محتملة
وفقًا لصحيفة نيويورك تايمز ، لدى باسف طلب ثانٍ معلق لاستخدام لب البطاطس أمفلورا كعلف للحيوانات. 

## خلافات سياسية

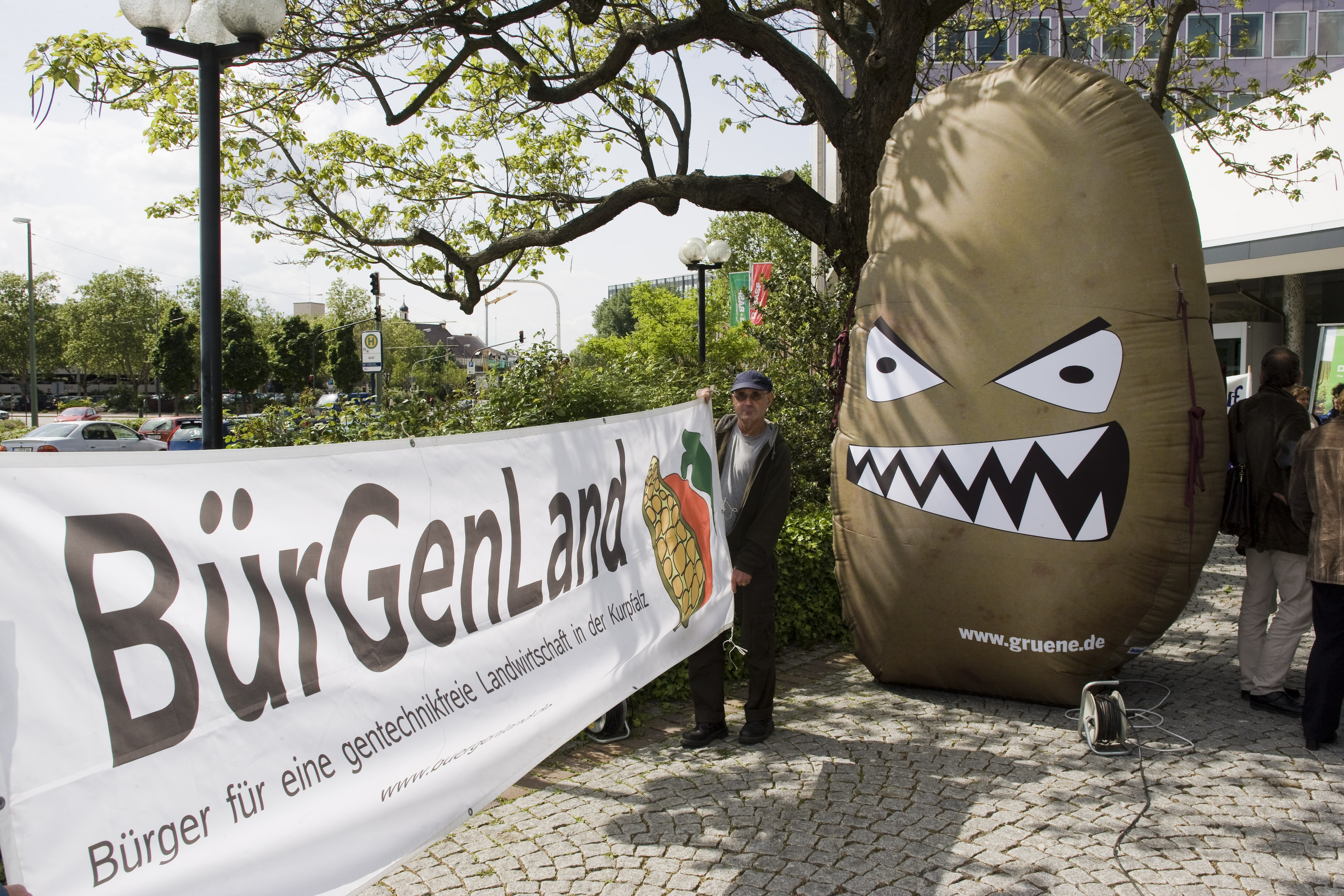
احتجاجات ضد البطاطس أمفلورا

عارضت منظمات بيئية مختلفة، مثل منظمة السلام الأخضر، إدخال البطاطس المعدلة وراثيًا أمفلورا إلى السوق. أحبطت عملية الموافقة المطولة بعض مؤيدي البطاطس. قال أحد علماء باسف لصحيفة نيويورك تايمز ، «من الصعب أن ترى منتجًا مبتكرًا يمر عبر الحلقات مرارًا وتكرارًا. هذه القرارات لا تتعلق بالعلم بل بالسياسة».  بعد الموافقة على البطاطس، انتقد حزب الخضر الأوروبي ووزير الزراعة الإيطالي الموافقة. أصدرت الحركة الدولية للفلاحين لا فيا كومبيسينا بيانًا صحفيًا في 8 مارس 2010 ينتقد القرار أيضًا.

### ردود فعل السياسيين اليونانيين
بعد ترخيص أمفلورا من قبل المفوضية الأوروبية في 2 مارس 2010، طلب ائتلاف اليسار الراديكالي عضو البرلمان عن ولاية سالونيك، تاسوس كوفيليس، من وزير الزراعة اليوناني في 3 مارس 2010 إعلان إنتاج البطاطس غير قانوني في اليونان.  في 4 مارس 2010، قدم عضو البرلمان الأوروبي عن الحركة الاشتراكية الهيلينية، كريتون أرسينيس، سؤالًا في Europarl يسأل عن عواقب أمفلورا.
وقبلت ماريا داماناكي، عضوة البرلمان عن حزب باسوك، قرار المفوضية الأوروبية، في حين قالت وزيرة الزراعة اليونانية كاترينا باتزيلي إن إنتاج أمفلورا لن يُسمح به في اليونان.

## إجراءات الترخيص
لا يمكن بيع أمفلورا داخل الاتحاد الأوروبي دون موافقة، ولا يمكن إصدار ترخيصه إلا بعد التصويت في مجلس وزراء الاتحاد الأوروبي مع عتبة 74 بالمائة من الدعم. تم عقد جولتين من التصويت، الأولى من قبل الخبراء في ديسمبر 2006 ثم من قبل وزراء الزراعة في يوليو 2007، لكن كلاهما فشل في الوصول إلى عتبة 74 في المائة. على الرغم من أن التصويت تم بالاقتراع السري، فقد ذكرت صحيفة نيويورك تايمز أن أمفلورا كان مدعومًا من قبل وزيري الزراعة في ألمانيا وبلجيكا، وعارضه وزراء الزراعة في إيطاليا وأيرلندا والنمسا، بينما امتنع وزيرا الزراعة في فرنسا وبلغاريا عن التصويت. من التصويت. 
بعد إصدار ترخيص في 2 مارس 2010، أعلنت باسف عزمها على طلب الموافقة على المزيد من أنواع البطاطس المعدلة وراثيًا، مثل بطاطس «فورتونا».